# Orgnac-l'Aven
Pour les articles homonymes, voir Orgnac et Aven (homonymie).
Ne doit pas être confondu avec Orgnac-sur-Vézère.
Orgnac-l'Aven [ɔʁɲak lavɛn] est une commune française située dans le département de l'Ardèche, en région Auvergne-Rhône-Alpes. Elle est notamment connue pour son célèbre aven.
Ses habitants sont appelés les Orgnacois et les Orgnacoises.

## Géographie

### Localisation
Orgnac-l'Aven est située en Ardèche méridionale, à la limite du département du Gard, entre les gorges de l'Ardèche et les gorges de la Cèze.
Orgnac-l'Aven est limitrophe de cinq communes, dont une est placée dans le département de l'Ardèche et quatre dans le Gard. Elles sont réparties de la manière suivante :

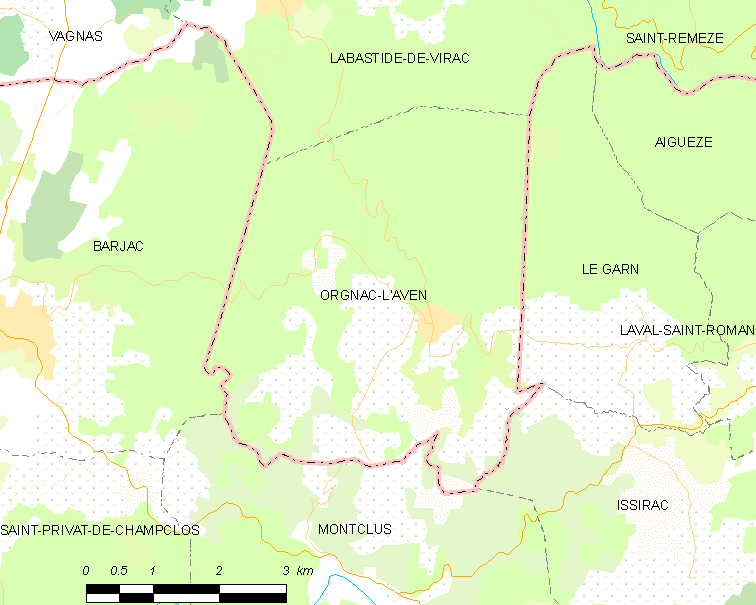
Carte de la commune

|               | Labastide-de-Virac |                |
| Barjac (Gard) | Orgnac-l'Aven      | Le Garn (Gard) |
|               | Montclus (Gard)    | Issirac (Gard) |

### Géologie et relief
La commune est située sur le plateau urgonien qui sépare les vallées de l'Ardèche et de la Cèze. Le sous-sol est percé par de nombreux réseaux karstiques, dont certains peuvent être visités à partir des avens ouverts au public et d'autres accessibles seulement aux spéléologues expérimentés.
Le relief est très vallonné en raison de l'érosion du plateau calcaire par l'eau. Les altitudes supérieures à 300 mètres se trouvent au nord de la commune, dans le bois de Ronze. La commune est située en grande partie sur le versant sud du plateau qui descend vers la vallée de la Cèze et se situe presque intégralement dans son bassin versant. Seule une petite partie de son territoire, au nord du col de la Forestière, se trouve dans le bassin versant de l'Ardèche.

### Climat
Pour des articles plus généraux, voir Climat d'Auvergne-Rhône-Alpes et Climat de l'Ardèche.
En 2010, le climat de la commune est de type climat méditerranéen altéré, selon une étude du CNRS s'appuyant sur une série de données couvrant la période 1971-2000. En 2020, Météo-France publie une typologie des climats de la France métropolitaine dans laquelle la commune est dans une zone de transition entre le climat de montagne et le climat méditerranéen et est dans la région climatique Provence, Languedoc-Roussillon, caractérisée par une pluviométrie faible en été, un très bon ensoleillement (2 600 h/an), un été chaud (21,5 °C), un air très sec en été, sec en toutes saisons, des vents forts (fréquence de 40 à 50 % de vents > 5 m/s) et peu de brouillards.
Pour la période 1971-2000, la température annuelle moyenne est de 12,7 °C, avec une amplitude thermique annuelle de 17,2 °C. Le cumul annuel moyen de précipitations est de 979 mm, avec 6,4 jours de précipitations en janvier et 3,9 jours en juillet. Pour la période 1991-2020, la température moyenne annuelle observée sur la station météorologique installée sur la commune est de 14,2 °C et le cumul annuel moyen de précipitations est de 971,1 mm,. Pour l'avenir, les paramètres climatiques de la commune estimés pour 2050 selon différents scénarios d'émission de gaz à effet de serre sont consultables sur un site dédié publié par Météo-France en novembre 2022.
| Mois                                  | jan.             | fév.             | mars            | avril           | mai            | juin           | jui.            | août           | sep.           | oct.          | nov.            | déc.            | année      |
| ------------------------------------- | ---------------- | ---------------- | --------------- | --------------- | -------------- | -------------- | --------------- | -------------- | -------------- | ------------- | --------------- | --------------- | ---------- |
| Température minimale moyenne (°C)     | 2,1              | 2,3              | 5,1             | 7,7             | 11,2           | 14,9           | 17,2            | 16,9           | 13,5           | 10,2          | 5,7             | 2,8             | 9,1        |
| Température moyenne (°C)              | 5,9              | 6,7              | 10,3            | 13              | 17             | 21             | 23,7            | 23,4           | 19             | 14,7          | 9,6             | 6,5             | 14,2       |
| Température maximale moyenne (°C)     | 9,7              | 11,2             | 15,4            | 18,4            | 22,7           | 27,2           | 30,2            | 29,8           | 24,6           | 19,1          | 13,4            | 10,1            | 19,3       |
| Record de froid (°C) date du record   | −13,3 07.01.1985 | −10,5 10.02.1986 | −8,5 06.03.1971 | −2,7 14.04.1998 | 0,3 03.05.1979 | 5,3 04.06.1984 | 8,3 12.07.1993  | 8,4 30.08.1986 | 3,5 21.09.1977 | −1,5 26.10.03 | −6,4 23.11.1998 | −8,6 22.12.01   | −13,3 1985 |
| Record de chaleur (°C) date du record | 21,1 30.01.13    | 23,9 24.02.20    | 27,5 18.03.1997 | 29,1 29.04.05   | 34 31.05.01    | 42,3 28.06.19  | 39,1 06.07.1982 | 41,6 23.08.23  | 35,5 04.09.23  | 31,2 10.10.23 | 24,2 03.11.1970 | 20,3 17.12.1985 | 42,3 2019  |
| Précipitations (mm)                   | 77,9             | 49,9             | 55,7            | 77,6            | 79,5           | 49             | 44,4            | 64,8           | 132            | 132           | 136,8           | 71,5            | 971,1      |

## Urbanisme

### Typologie
Au 1er janvier 2024, Orgnac-l'Aven est catégorisée commune rurale à habitat dispersé, selon la nouvelle grille communale de densité à 7 niveaux définie par l'Insee en 2022.
Elle est située hors unité urbaine et hors attraction des villes,.

### Occupation des sols
L'occupation des sols de la commune, telle qu'elle ressort de la base de données européenne d’occupation biophysique des sols Corine Land Cover (CLC), est marquée par l'importance des forêts et milieux semi-naturels (71,6 % en 2018), une proportion sensiblement équivalente à celle de 1990 (71,8 %). La répartition détaillée en 2018 est la suivante : 
forêts (62,9 %), cultures permanentes (23,5 %), milieux à végétation arbustive et/ou herbacée (8,7 %), zones agricoles hétérogènes (3,7 %), zones urbanisées (1,2 %).
L'évolution de l’occupation des sols de la commune et de ses infrastructures peut être observée sur les différentes représentations cartographiques du territoire : la carte de Cassini (XVIIIe siècle), la carte d'état-major (1820-1866) et les cartes ou photos aériennes de l'IGN pour la période actuelle (1950 à aujourd'hui).

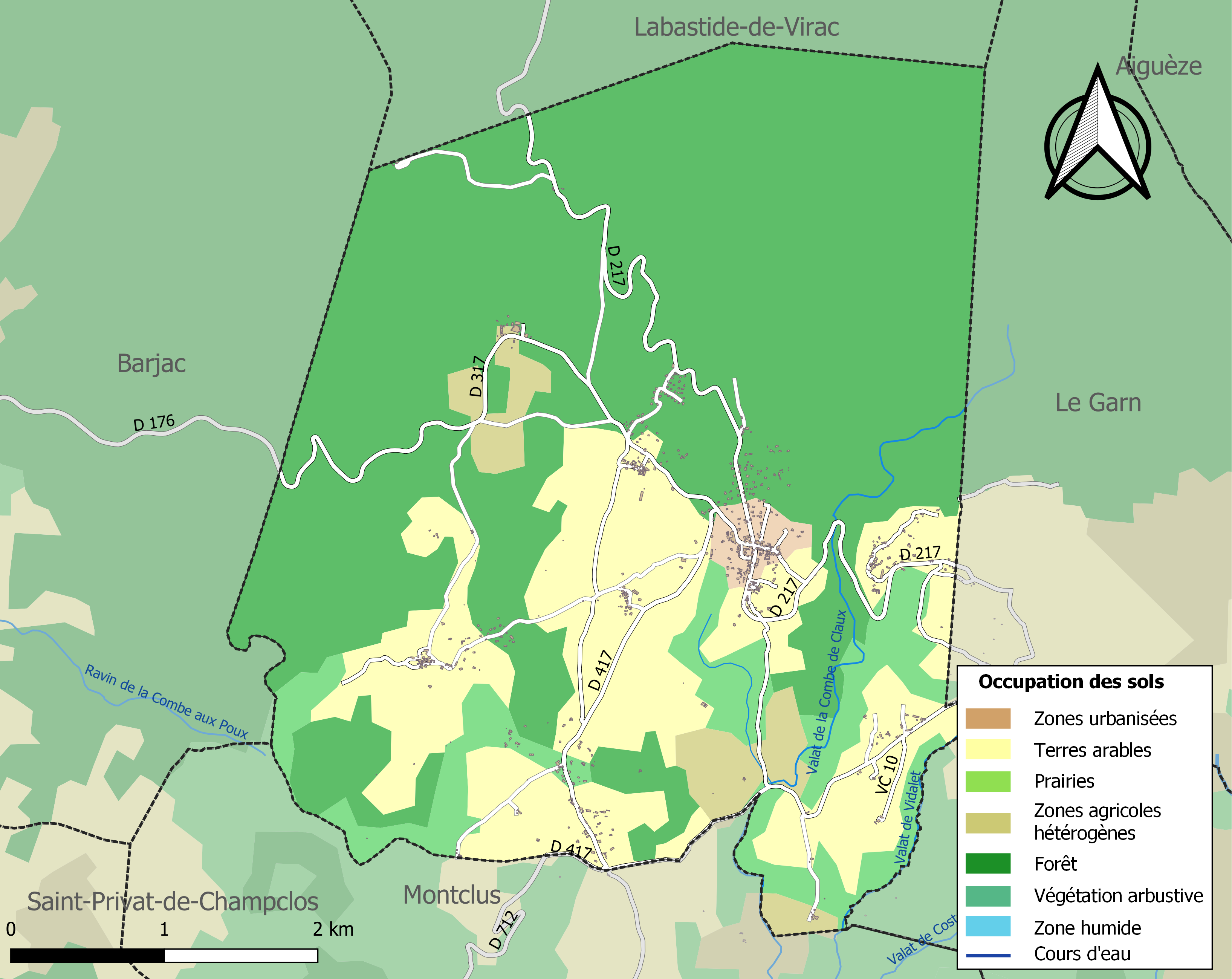
Carte des infrastructures et de l'occupation des sols de la commune en 2018 (CLC).

### Lieux-dits, hameaux et écarts
Sur une superficie de 2 184 hectares, la municipalité comprend de nombreux hameaux et lieux-dits, parmi lesquels Massargue, Bruguier, Pouzol, Bardelle , Beth et Cassagnol.

## Histoire

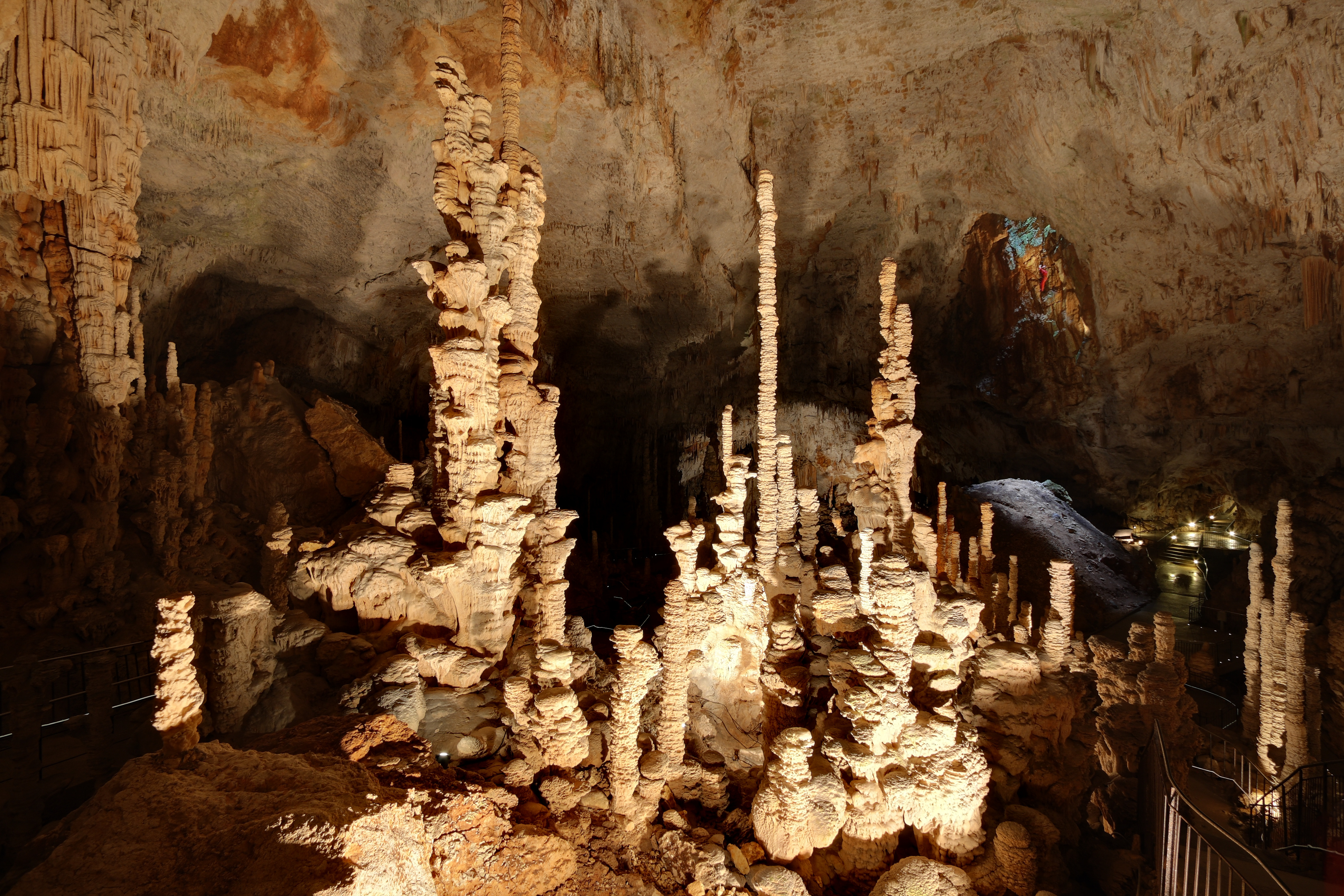
La salle supérieure de l'aven d'Orgnac.

L’histoire de la commune est fortement marquée par la présence sur son territoire d'un aven connu par ses aménagements touristiques et le volume des salles visitées. L'aven du Bertras est exploré en août 1935 par une équipe de spéléologues dirigée par Robert de Joly, cet aven de grand intérêt scientifique et touristique prend le nom du village : l'aven d'Orgnac. La commune possède plusieurs autres avens et cavités occupés par l'homme depuis le moustérien jusqu'à la fin du néolithique (la baume de Ronze ou Orgnac II, l'aven d'Orgnac III fouillé depuis les années 1960 et occupé par des Néandertaliens, et d'autres plus discrets. Tous ces sites archéologiques sont fragiles et protégés, ils ne se visitent pas. En 1988, le musée régional de Préhistoire est ouvert sur le site de l'aven pour regrouper les découvertes archéologiques du plateau et des gorges de l'Ardèche. L'aven et le musée obtiennent le label Grand Site de France en 2004.
La révolution de 1848 est bien accueillie à Orgnac, mais est l'occasion de faire éclater au grand jour des rivalités auparavant enfouies. L'ancien maire, révoqué car jugé trop proche de l'ancien régime, refuse de remettre le sceau de la commune au nouveau maire. Celui-ci lui arrache lors d'un coup de force, accompagné d'une petite troupe de partisans. En réaction, les partisans de l'ancien maire pétitionnent auprès du commissaire du gouvernement, rappelant que le nouveau maire avait déjà exercé jusqu'en 1837 et avait été révoqué sur pétition des habitants.

## Politique et administration

### Élections municipales et communautaires

#### Liste des maires
| Période   | Période                   | Identité      | Étiquette | Qualité                                             |
| --------- | ------------------------- | ------------- | --------- | --------------------------------------------------- |
|           |                           |               |           |                                                     |
|           | 1837                      | Pradier       |           | destitué, à la suite des réclamations des habitants |
|           |                           |               |           |                                                     |
| mars 1848 |                           | Pradier       |           |                                                     |
|           |                           |               |           |                                                     |
| juin 1995 | En cours (au 6 août 2020) | René Ughetto, | PS        | Retraité                                            |

## Population et société

### Démographie
L'évolution du nombre d'habitants est connue à travers les recensements de la population effectués dans la commune depuis 1793. Pour les communes de moins de 10 000 habitants, une enquête de recensement portant sur toute la population est réalisée tous les cinq ans, les populations de référence des années intermédiaires étant quant à elles estimées par interpolation ou extrapolation. Pour la commune, le premier recensement exhaustif entrant dans le cadre du nouveau dispositif a été réalisé en 2006.

En 2022, la commune comptait 566 habitants, en évolution de −1,39 % par rapport à 2016 (Ardèche : +2,48 %, France hors Mayotte : +2,11 %).
| 1793 | 1800 | 1806 | 1821 | 1831 | 1836 | 1841 | 1846 | 1851 |
| ---- | ---- | ---- | ---- | ---- | ---- | ---- | ---- | ---- |
| 361  | 340  | 321  | 383  | 390  | 410  | 460  | 540  | 574  |

| 1856 | 1861 | 1866 | 1872 | 1876 | 1881 | 1886 | 1891 | 1896 |
| ---- | ---- | ---- | ---- | ---- | ---- | ---- | ---- | ---- |
| 557  | 560  | 566  | 553  | 529  | 521  | 513  | 537  | 535  |

| 1901 | 1906 | 1911 | 1921 | 1926 | 1931 | 1936 | 1946 | 1954 |
| ---- | ---- | ---- | ---- | ---- | ---- | ---- | ---- | ---- |
| 523  | 518  | 508  | 371  | 370  | 365  | 347  | 320  | 288  |

| 1962 | 1968 | 1975 | 1982 | 1990 | 1999 | 2006 | 2011 | 2016 |
| ---- | ---- | ---- | ---- | ---- | ---- | ---- | ---- | ---- |
| 281  | 281  | 297  | 323  | 327  | 341  | 473  | 532  | 574  |

| 2021 | 2022 | - | - | - | - | - | - | - |
| ---- | ---- | - | - | - | - | - | - | - |
| 576  | 566  | - | - | - | - | - | - | - |

## Économie
Le tourisme contribue fortement à l'économie de la commune, grâce à la présence de l'aven d'Orgnac et la proximité des gorges de l'Ardèche. Orgnac-l'Aven compte un camping municipal et trois hôtels-restaurants.
L'agriculture est en grande partie tournée vers la viticulture. Orgnac-l'Aven est une des neuf communes ardéchoises situées dans l'AOC côtes-du-vivarais et possède une importante coopérative viticole. On y trouve aussi des cultures fruitières et céréalières, ainsi que des champs d'oliviers et de l’élevage ovin et caprin.

## Culture locale et patrimoine

### Lieux et monuments
- L'église Saint-Pierre d'Orgnac-l'Aven édifiée au XIXe siècle.
- Chapelle de Cassagnole.
- La croix de mission de 1885 devant l'église Saint-Pierre.
- L'aven d'Orgnac.
- Le musée régional de Préhistoire.
- L'aven de la Forestière (propriété privée de la mairie d'Issirac, sur le territoire d'Orgnac)[19].
- Le site préhistorique de la baume de Ronze.

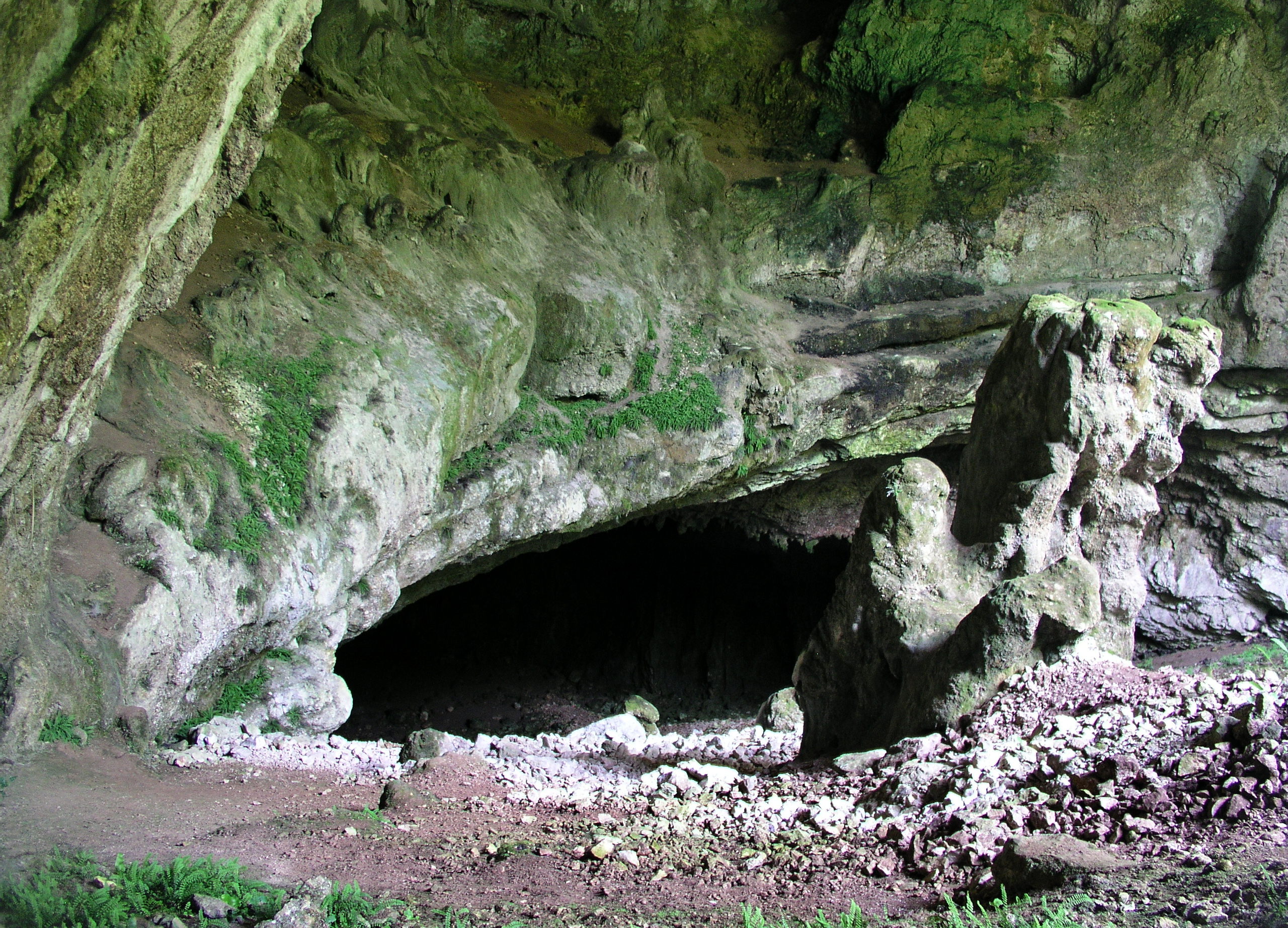
La baume de Ronze.
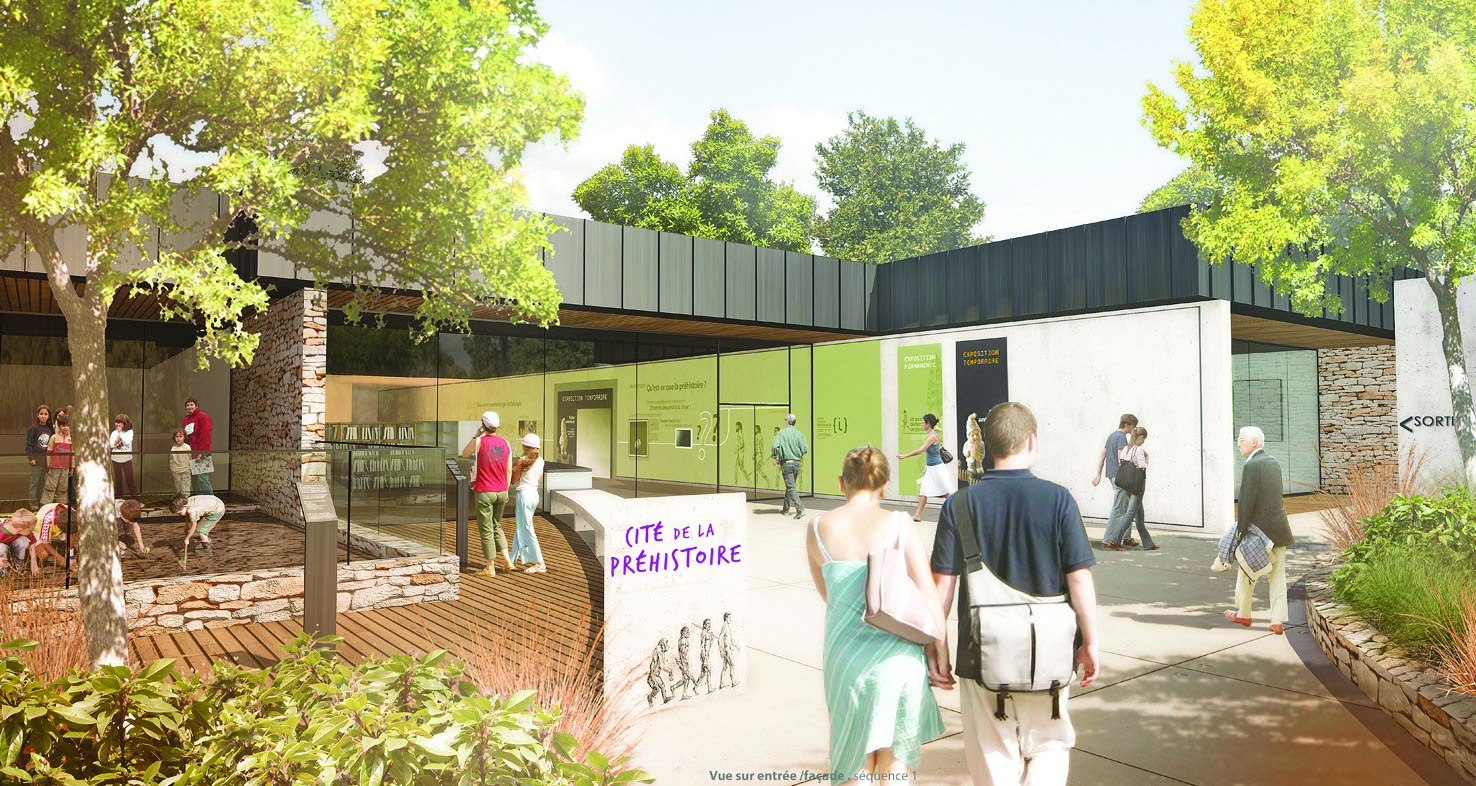
Le musée régional de Préhistoire.
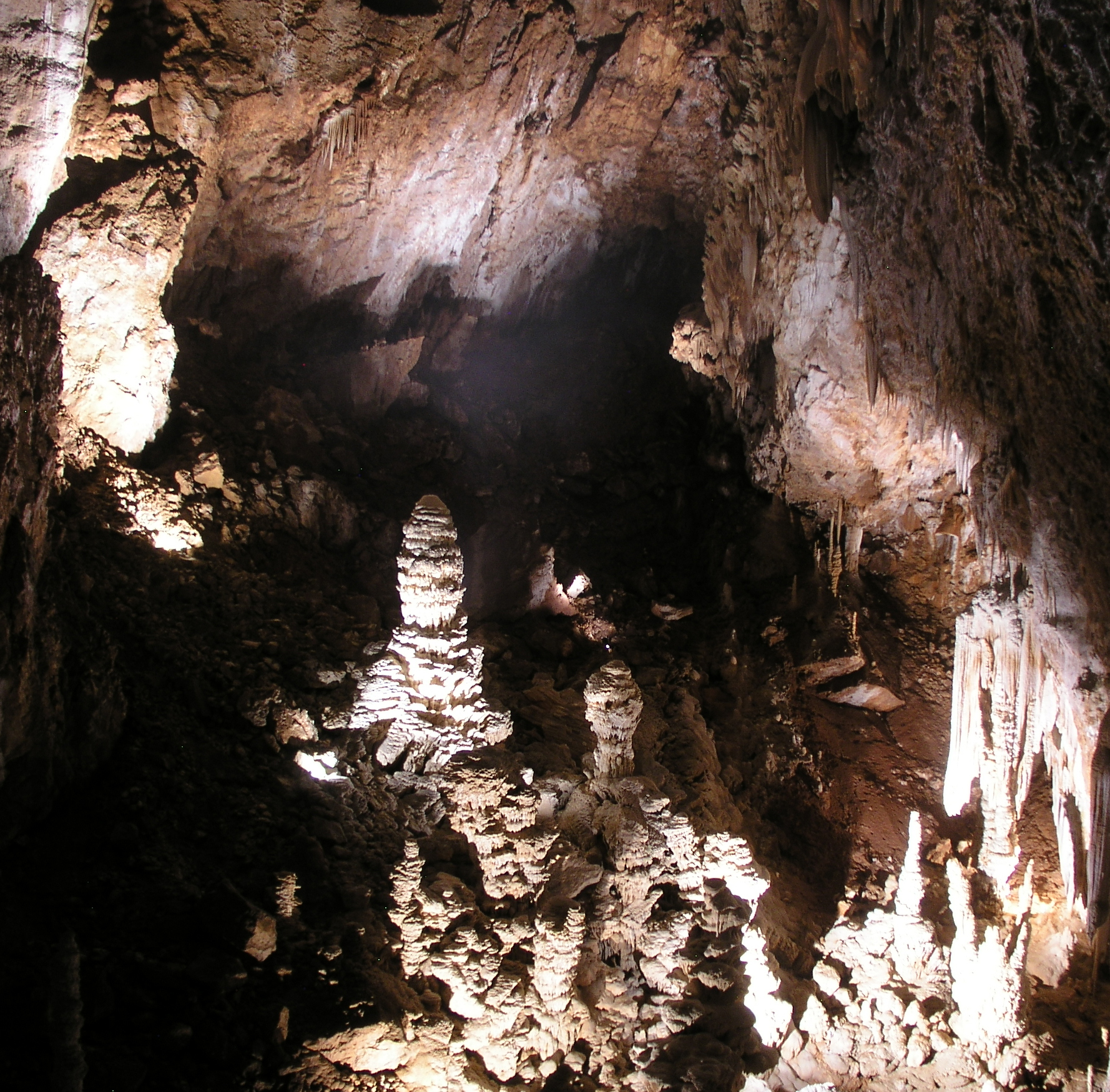
L'aven d'Orgnac.

### Personnalités liées à la commune
- Robert de Joly (1887-1968), spéléologue.
- André Glory (1906-1966), archéologue, spéléologue et préhistorien.
- Hugues Aufray (1929-) vit une grande partie de l'année au Mas de Cassagne, acheté dans le milieu des années 1960.
- Sa sœur Pascale Audret (1935-2000) est inhumée à Orgnac-l'Aven en juillet 2000.

### Héraldique
| Blason d'Orgnac-l'Aven | Les armes d'Orgnac-l'Aven se blasonnent ainsi : De vair, au pal losangé de sable et d’or. |